# Báo cáo McLaren
Báo cáo McLaren là tên một báo cáo độc lập của giáo sư Richard McLaren được đưa ra trong hai phần về các cáo buộc và bằng chứng doping do nhà nước Nga bảo trợ. Nó được Cơ quan phòng chống doping thế giới (WADA) ủy nhiệm vào tháng 5 năm 2016. Vào tháng 7 năm 2016, McLaren đã trình bày phần 1 của báo cáo, cho thấy chính phủ Nga đã bảo trợ một cách có hệ thống phá vỡ các quy trình kiểm nghiệm doping trong và sau cuộc thi Thế vận hội mùa đông 2014 ở Sochi, Nga. Tháng 12 năm 2016, ông công bố phần thứ hai của báo cáo về doping ở Nga.